# 클리메네돌고래
클리메네돌고래(Stenella clymene)는 참돌고래과 알락돌고래속에 속하는 돌고래의 일종이다. 대서양에 서식한다.

## 같이 보기
- 해양 포유류
- 고래류의 종 목록